# World of Lies
World of Lies è il terzo album in studio del gruppo industrial metal australiano The Berzerker, pubblicato il 13 dicembre 2005 dalla Earache Records.

## Tracce
1. Committed to Nothing – 2:39
2. Black Heart – 2:16
3. All About You – 2:41
4. Burn the Evil – 2:30
5. World of Tomorrow – 2:24
6. Follow Me – 2:42
7. Y – 2:57
8. As the World Waits – 3:16
9. Afterlife – 3:20
10. Never Hated More – 3:18
11. Free Yourself – 3:03
12. Constant Pain – 2:25
13. Silence – 5:01
14. Farewell – 20:08